# Tylophora caffra
Tylophora caffra là một loài thực vật có hoa trong họ La bố ma. Loài này được Meisn. miêu tả khoa học đầu tiên năm 1843.